# Micro-région de Nagykálló

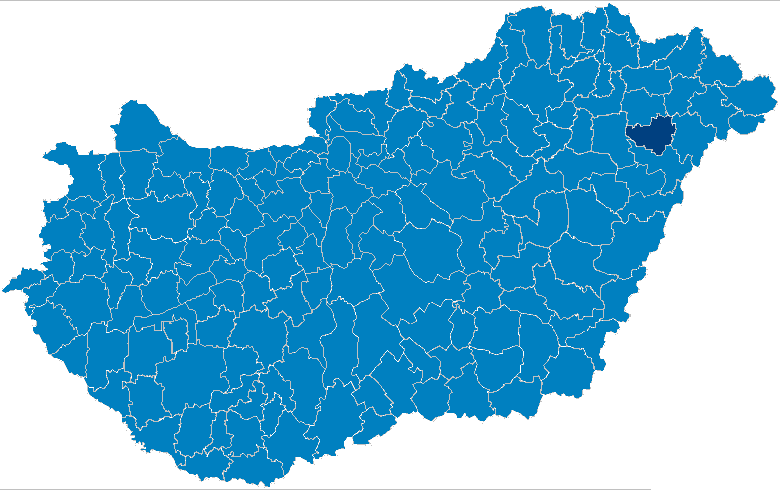
Micro-région de Nagykálló

La micro-région de Nagykálló (en hongrois : nagykállói kistérség) est une micro-région statistique hongroise rassemblant plusieurs localités autour de Nagykálló.